# Stazione di Kanagawa-Shinmachi
La stazione di Kanagawa-Shinmachi (神奈川新町駅?, Kanagawa-Shinmachi-eki) è una stazione ferroviaria di Yokohama, città della prefettura di Kanagawa. Si trova nel quartiere di Kanagawa-ku ed è servita dalla linea principale delle Ferrovie Keikyū.

## Linee
Ferrovie Keikyū
● Linea Keikyū principale

## Struttura
La stazione è costituita da due marciapiedi a isola con quattro binari passanti su viadotto, collegati al mezzanino sottostante da scale fisse, mobili e ascensori.
| 1-2 | ● Linea Keikyū principale | per Yokohama, Kami-Ōoka, Uraga e Misaki-Sanguchi                                   |
| 3-4 | ● Linea Keikyū principale | per Keikyū Kawasaki, Keikyū Kamata,per Haneda Aeroporto, Shinagawa e linea Asakusa |

## Stazioni adiacenti
| «                       | Servizio                                      | »                       |
| Linea Keikyū principale | Linea Keikyū principale                       | Linea Keikyū principale |
| ----------------------- | --------------------------------------------- | ----------------------- |
| Koyasu                  | Locale                                        | Naka-Kido               |
| Keikyū Tsurumi          | Espresso Aeroporto                            | Naka-Kido               |
| Keikyū Kawasaki         | Espresso Limitato                             | Yokohama                |
| Transito                | Esp. Lim. Rapido verde Esp. Lim. Rapido viola | Transito                |
| Transito                | Keikyū Wing                                   | Transito                |